# Martyrologium Syriacum
Das Martyrologium Syriacum ist ein vermutlich Anfang des 5. Jahrhunderts in Nikomedia verfasstes Märtyrerverzeichnis (Martyrologium). Es listet neben Märtyrern auch einige Bischöfe von Antiochia auf, die jedoch nicht als Märtyrer anerkannt sind.
Die Annahme, dass dem Martyrologium Syriacum „arianische“ Tendenzen zugrunde liegen, ist nicht belegt.

## Ausgaben
- Adalbert Müller (Hrsg.): Allgemeines Martyrologium : oder vollständiger Heiligenkalender der katholischen Kirche; enthaltend die kurzen Lebensskizzen aller in den Haupttheil des römischen Martyrologiums aufgenommenen Heiligen und Seligen [...] Regensburg 1860. Nabu Press 2011. ISBN  1-24766187-3
- Jan Fernhout: De martyrologi hieronymiani fonte, quod dicitur Martyrologium syriacum. Groningen: Wolters 1922.
- Bonaventura Mariani: Breviarium Syriacum seu Martyrologium Syriacum saec. IV iuxta cod. sm. Musaei Britannici add. 12150  ex Syriaco in Latinum transtulit notisque atque introductione illustravit. Rom: Herder 1956. (Rerum ecclesiasticarum documenta. Series minor. Subsidia studiorum. 3.)